# Isola di Arapawa
L'isola di Arapawa è un'isola neozelandese del Pacifico meridionale. È situata a breve distanza dalla costa occidentale dell'Isola del Sud, nell'area degli Stretti di Marlborough.